# Бугонский некрополь

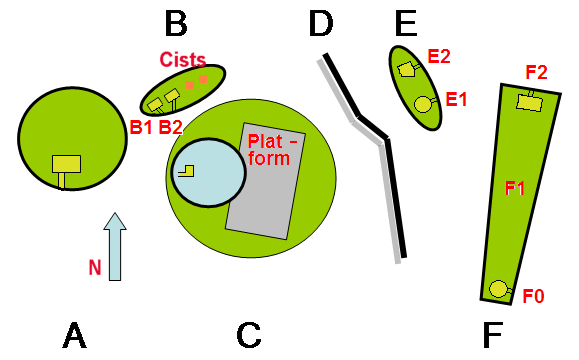
План Бугонского некрополя

Бугонский некрополь — группа из 5 гробниц (мегалитических погребальных курганов) эпохи неолита, обнаруженных в излучине реки Бугон около французского города Ла-Мот-Сент-Эре (фр.) между Экзудоном (фр.) и Пампру (фр.) в регионе Пуату — Шарант. Открытие некрополя в 1840 году вызвало большой интерес среди историков. Для защиты монумента его приобрел департамент Дё-Севр в 1873 году. Раскопки возобновлены с конца 1960 гг. Наиболее древние из сооружений комплекса датируются 4800 г. до н. э. В курганах обнаружено несколько сот человеческих скелетов, предметы доисторического ювелирного искусства, каменные орудия, зубы с отверстиями, предметы керамики и др.
Тысячелетнее развитие архитектуры Бугонских сооружений можно разделить на три стадии:
1. круглые или овальные курганы со сводчатыми камерами
2. удлинённые курганы с небольшими прямоугольными мегалитическими камерами
3. крупные прямоугольные мегалитические камеры

Курганы использовались для погребения не только соорудившей их культурой, но и другой культурой в конце 4 — начале 3 тыс. до н. э.

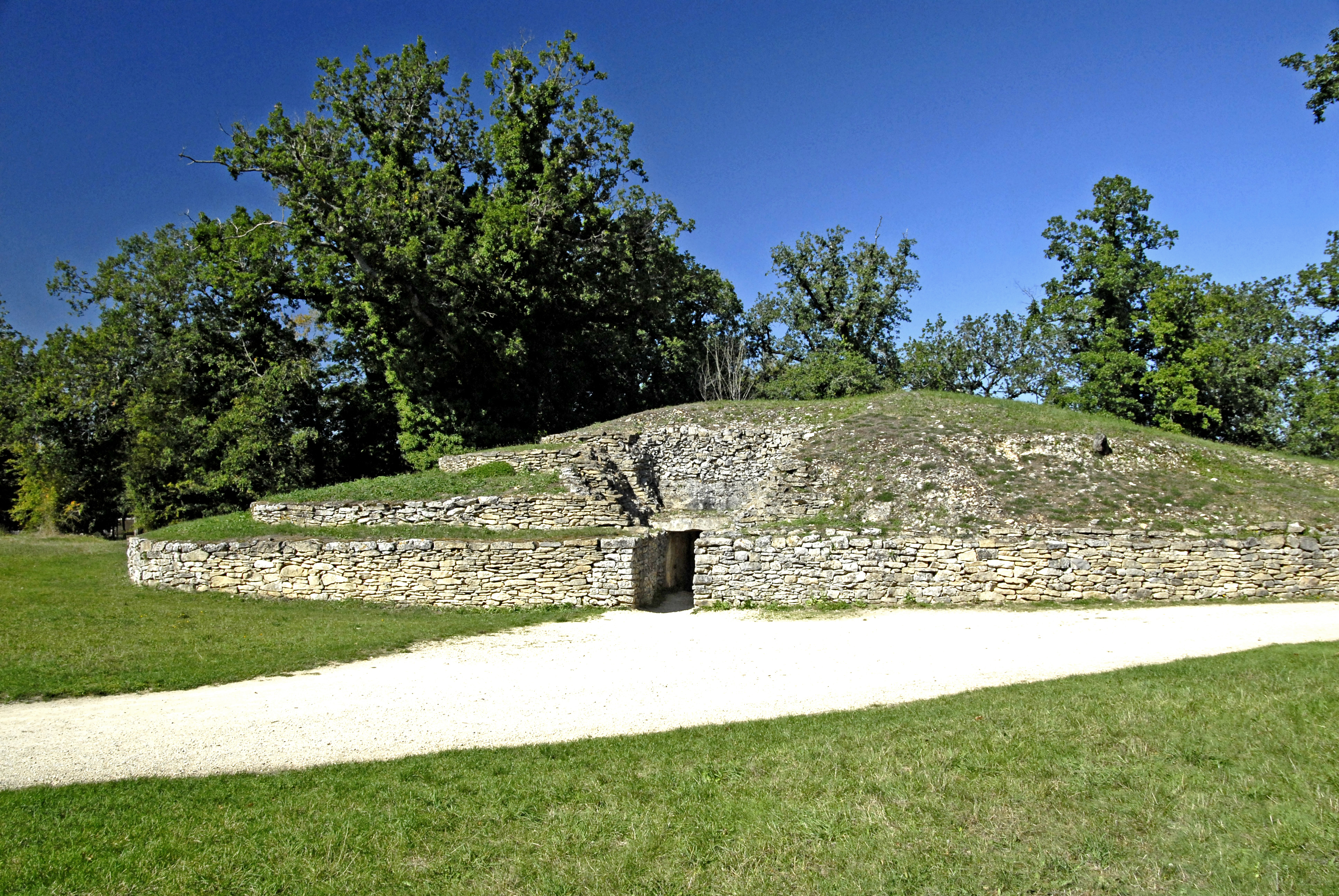
Курган A
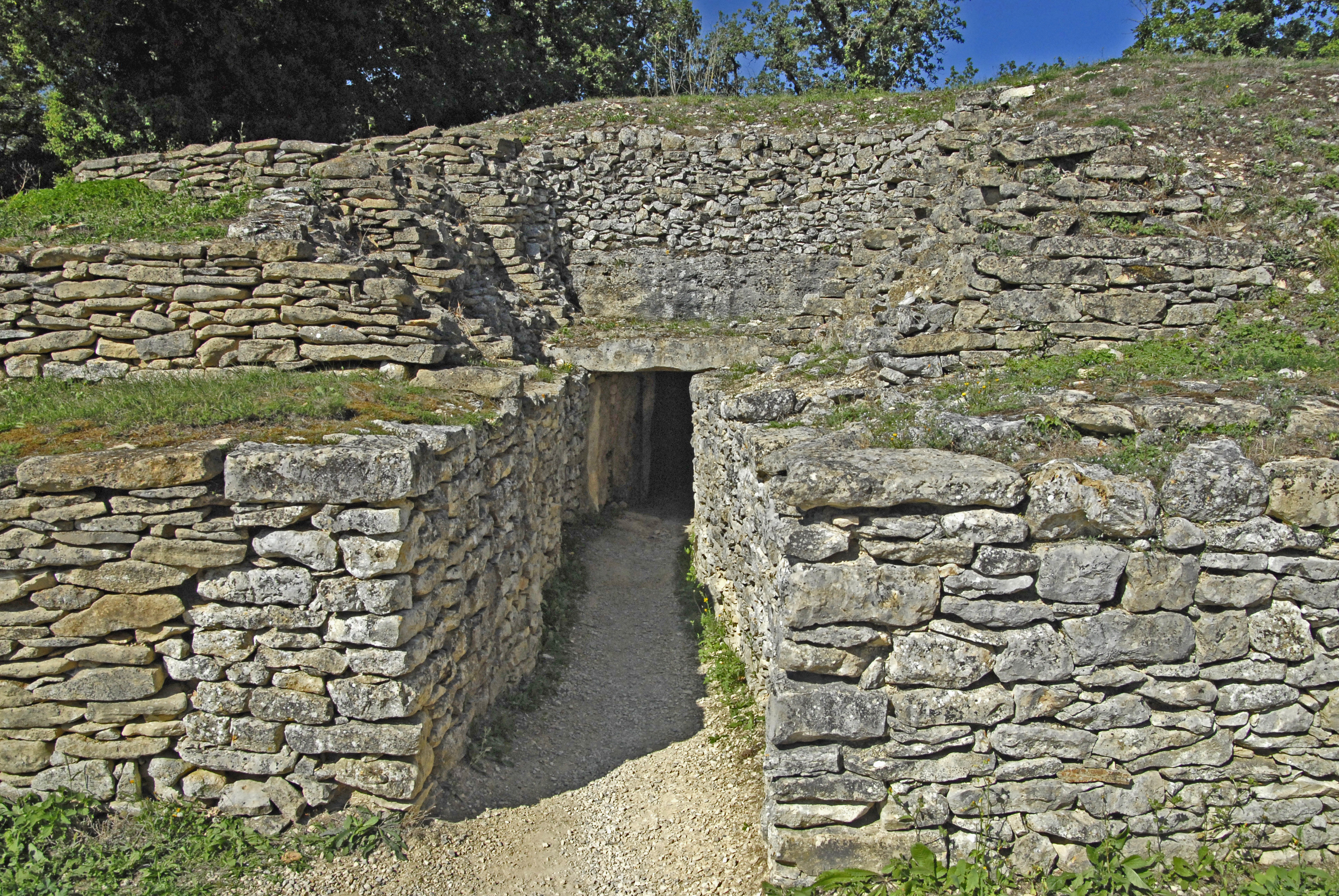
Курган A, вход
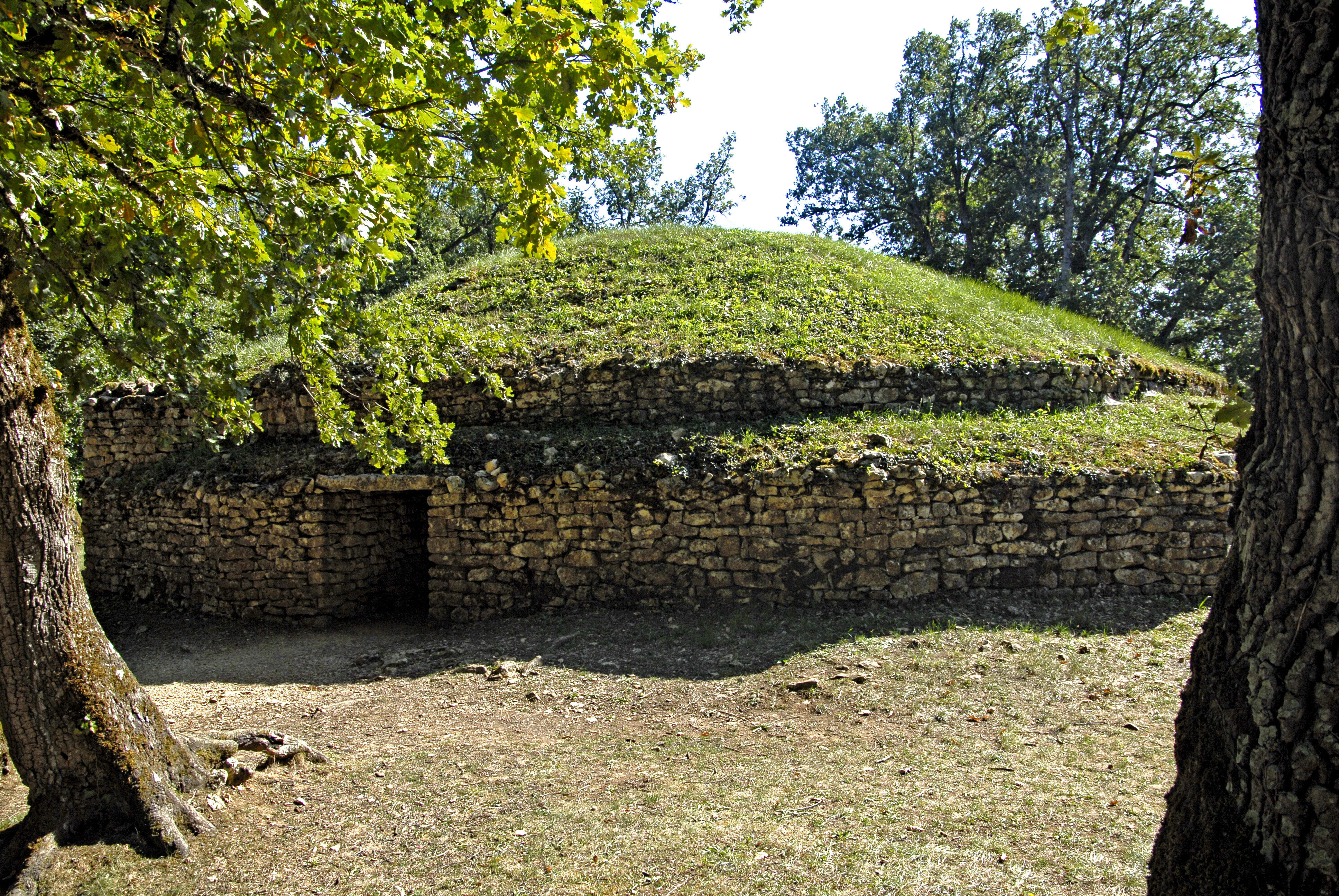
Курган E
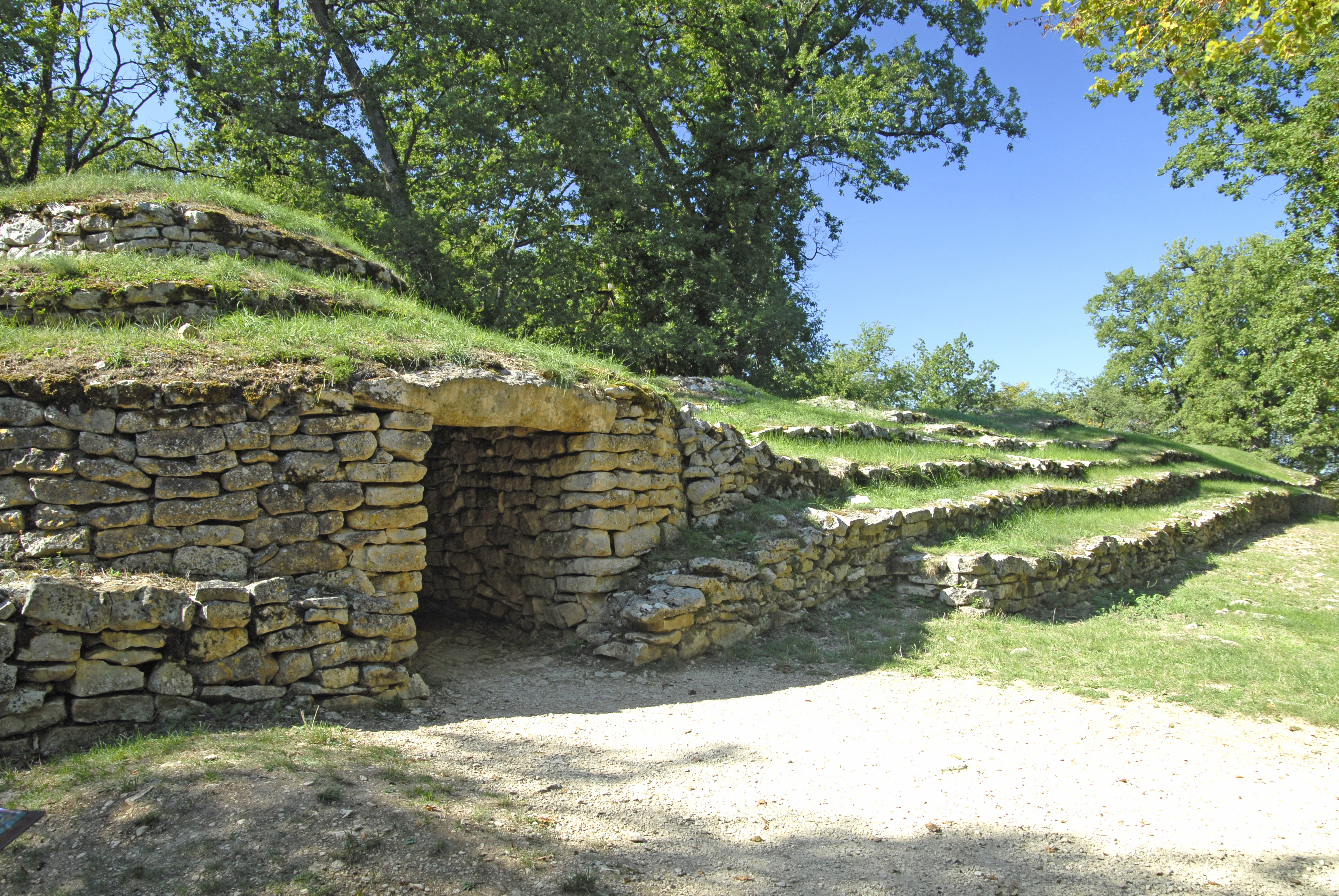
Курган F, вид с обратной стороны
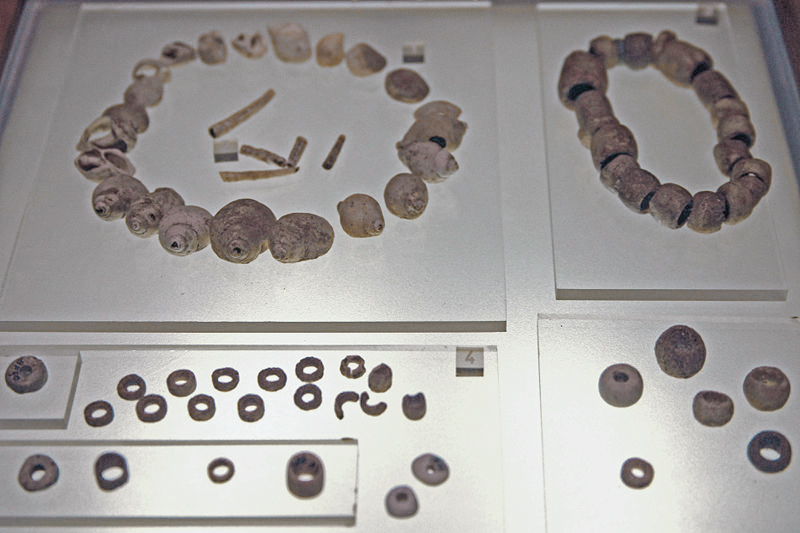
Неолитические украшения, Бугонский музей